# 羅蒙
羅蒙（法語：Romont，法語發音：[ʁɔmɔ̃] ⓘ，法兰克-普罗旺斯语發音：[ʁəˈmɔ̃] ⓘ）是瑞士弗里堡州的一个市镇，位於該國西部，面積10.89平方公里，海拔高度780米，2010年人口4,588，其中七成居民信奉羅馬天主教。

## 外部連結
- 官方网站 （页面存档备份，存于） （法文）